# Striatacanthus abruptus
Striatacanthus abruptus är en stekelart som beskrevs av Gibson 2003. Striatacanthus abruptus ingår i släktet Striatacanthus och familjen puppglanssteklar.
Artens utbredningsområde är Papua Nya Guinea. Inga underarter finns listade i Catalogue of Life.